# 费比安·布兰迪
法比安·艾爾斯頓·布蘭迪（英語：Febian Earlston Brandy，1989年2月4日—）是一名英格蘭足球運動員，雖然身高只有1.65米，卻司職正前鋒。出身曼聯青訓系統，但没有為一隊上陣。

## 生平

### 球會
布蘭迪出生於曼徹斯特，是曼聯青訓產品，自9歲為本地球隊西區小童（West End Boys）參賽被發掘後加入球隊。惟其足球事業備受連串傷患困擾，包括一次斷腳導致他缺席2005/06年球季大部分賽事。康復後布蘭迪重奪預備隊常規正選席位，更於2006年10月對保頓取得個人首個入球。
2007年英格蘭足總青年盃決賽對利物浦青年隊，兩回合曼聯均由布蘭迪擔任正箭頭負責攻堅，首回合作客晏菲路他博得十二碼後，由隊長萨姆·休森射入取得2-1領先優勢；但次回合返回奧脫福，布蘭迪錯失一個單刀黃金機會，被對手以1-0扳平兩回合累計紀錄進入加時賽，雙方再無進賬以互射十二碼決勝，曼聯最終以3-4落敗屈居亞席，賽後曼聯青年隊主帥保羅·麥堅尼斯（Paul McGuinness）表示布蘭迪的射失是整場球賽的轉捩點。同年8月在馬來西亞舉行的首屆冠軍青年盃（Champions Youth Cup），布蘭迪在決賽對祖雲達斯一箭定江山，為曼聯贏得這項僅舉行一屆後便停辦的錦標賽冠軍。
2008年1月17日英甲球會史雲斯宣稱借用布蘭迪直到球季結束，翌日獲曼聯證實，而布蘭迪於1月19日以後補身份首次上陣對維爾港；1月25日作客4-0大破唐卡士打，81分鐘才上陣的布蘭迪在完場前射入球隊最後一球及個人在聯賽首個入球；2月3日布蘭迪再擔任「超級後補」角色，主場對奧咸僅上陣2分鐘即為球隊射入致勝球鎖定2-1勝局；於2月19日在英格蘭聯賽錦標南區決賽首回合對米尔顿凯恩斯掙到首次正選登場。3月18日作客對布里斯托流浪，布蘭迪先為球隊博得十二碼由贾森·斯科特兰射入鎖定2-0勝局，但其後卻因侵犯丹尼·高斯（Danny Coles）被球證直接出示紅牌驅逐離場。聯賽煞科日作客白禮頓，布蘭迪再次一箭定江山，賽前已穩奪聯賽冠軍的史雲斯以一場勝仗告別其英甲生涯。布蘭迪合共為史雲斯上陣19場聯賽及2場英格蘭聯賽錦標，射入3球及獲得一面英甲冠軍獎牌。
2008年7月布蘭迪返回曼聯參加季前操練，但在7月22日再被借用到已升班英冠的史雲斯，為期6個月，但布蘭迪在較高級別中未能表現水準，半年為史雲斯在聯賽上陣14場，全數為後補身份，入球掛零，他亦為球隊在英格蘭聯賽盃上陣4場，同樣沒有入球，於2009年1月29日結束借用返回曼聯。2月2日布蘭迪再一次被外借到英甲球會赫里福特聯進行護級，初步為期1個月，其後延長至球季結束。他於2月14日作客車頓咸首次上陣即為球隊先拔頭籌，加上另一名曼聯借將萨姆·休森梅開二度，協助赫里福特聯僅勝3-2，在護級對手身上全取3分。布蘭迪合共為赫里福特聯上陣15場及射入4球，仍不足以挽救球隊免於升班一季後，隨即以墊底成績回降英乙，但其4個入球已使他成為球隊的次席射手。
2009年11月4日布蘭迪以借將身份加盟英甲球會基寧咸，為期兩個月，11月7日在英格蘭足總盃第一輪首場上陣於主場對修安聯，布蘭迪射入一球協助球隊3-0淘汰對手外，更獲選是場最佳球員；12月19日聯賽主場3-1擊敗史托港他再射入一球。
2010年夏季約滿曼聯成為自由球員。直到2011年2月28日才獲英甲球會諾士郡收留，簽約至球季結束，期間上陣9場沒有取得入球，球季結束後不獲續約再次回復自由身。

### 國家隊
2009年8月11日布蘭迪首次代表英格蘭U20友賽對黑山，上半場布蘭迪已梅開二度，其曼聯隊友汤姆·克莱维利亦射入兩球，最終英格蘭大勝5-0。他獲選參賽2009年世界青年足球錦標賽，在分組賽上陣3場後，英格蘭以墊底成績提早出局。

## 榮譽
史雲斯
- 英格蘭甲級聯賽冠軍（1）：2007/08年；

## 外部連結
- 足球数据库：法比安·布蘭迪的球员统计数据
- 曼聯官網簡歷
- 史雲斯官網簡歷